# 구로베시
구로베시(일본어: 黒部市)는 일본 도야마현 동부에 있고 동해와 접하는 시이다. 시내의 관광지로 물이 솟아나는 우나즈키는 온천으로 유명하다. 트럭 전철로 유명한 구로베 협곡은 일본에서 유명한 V자 골짜기이다. 타 지역에서 오해하기 쉽지만 관광지 다테야마 쿠로베 알펜루트에 있는 구로베댐은 구로베강의 상류에 있어 다테야마정에 속한다.

## 지리
도야마현 북동쪽에 위치하며 시가지는 시의 서부에 집중되어 있다.

## 인접한 자치체
- 도야마현
  - 우오즈시
  - 시모니카와군 아사히정, 뉴젠정
  - 나카니카와군 가미이치정, 다테야마정

- 나가노현
  - 오마치시
  - 기타아즈미군 하쿠바촌

## 역사
- 1940년 2월 11일 - 시모니카와군의 1정 7촌이 합병해 사쿠라이정이 되었다.
- 1954년 4월 1일 - 사쿠라이정과 이쿠지정이 합병해 시로 승격하였다.
- 2006년 3월 31일 - 인접하는 우나즈키정과 합병해 새로운 구로베시가 되었다.

## 교통

### 철도
- 서일본 여객철도 호쿠리쿠 신칸센
- 아이노카제토야마 철도 아이노카제토야마 철도선
- 도야마 지방 철도 본선
- 구로베 협곡 철도

### 도로
- 호쿠리쿠 자동차도
- 국도 8호선

## 인구
| 연도 | 인구   | ±%    |
| ---- | ------ | ----- |
| 1970 | 41,847 | —     |
| 1980 | 43,096 | +3.0% |
| 1990 | 43,754 | +1.5% |
| 2000 | 43,084 | −1.5% |
| 2010 | 41,852 | −2.9% |
| 2020 | 39,638 | −5.3% |